# Universal Wrestling Association
A Universal Wrestling Association (UWA) foi uma promoção de luta profissional (lucha libre) mexicana, com sede em Naucalpan. Durou entre 1975 e 1995. A UWA leva o nome em inglês porque a maioria de seus títulos eram defendidos fora do México. 
Durante a sua existência, a UWA foi chamada de Lucha Libre Internacional (LLI). A companhia foi fundada por Ray Mendoza, Francisco Flores e Benjamín Mora, após um acordo com o Consejo Mundial de Lucha Libre. O título mais importante era o UWA World Heavyweight Championship.